# Albocàsser

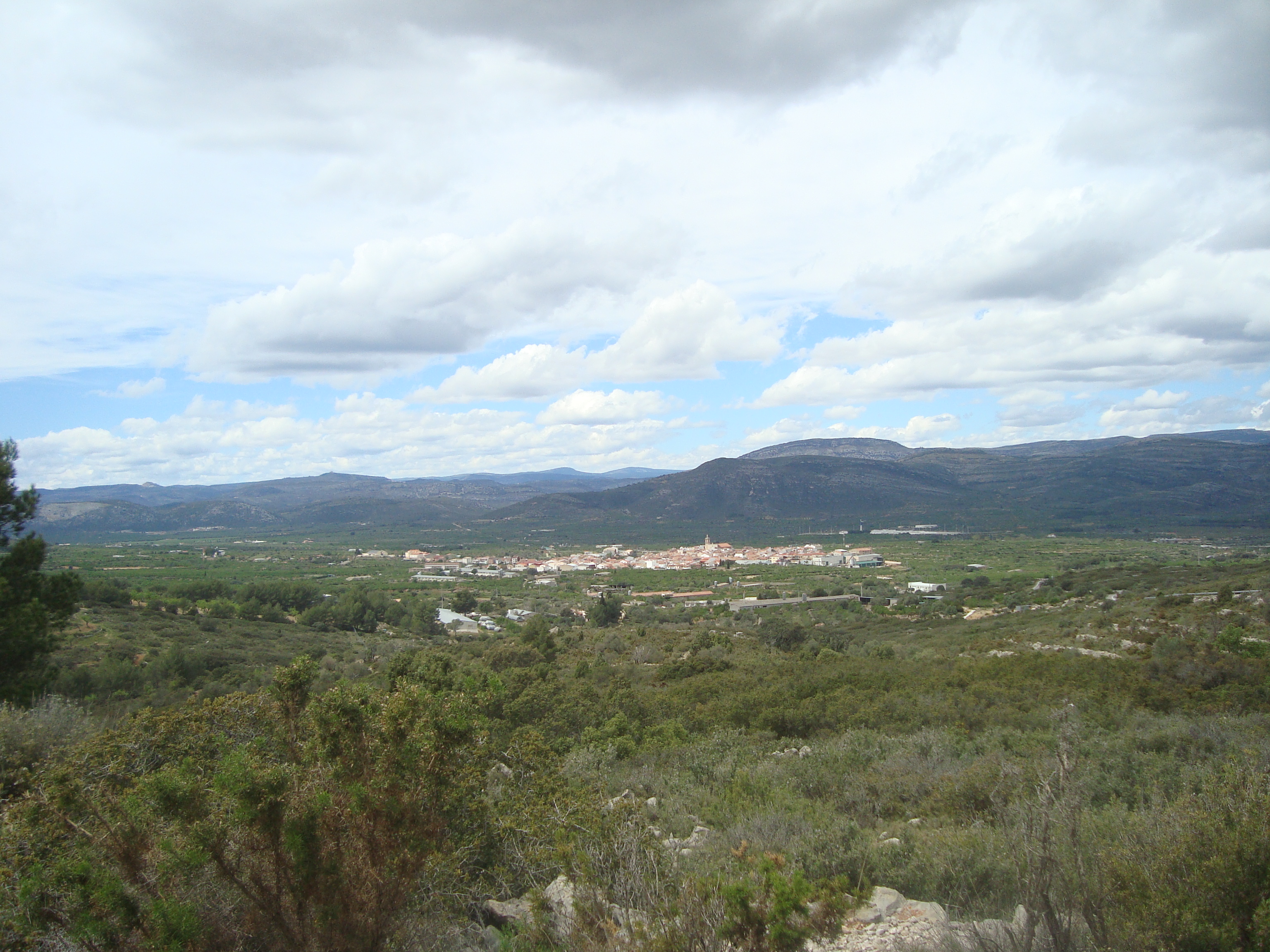
Panorámica rural del término municipal de Albocàsser

Albocàsser è un comune spagnolo di 1 353 abitanti situato nella comunità autonoma Valenciana.

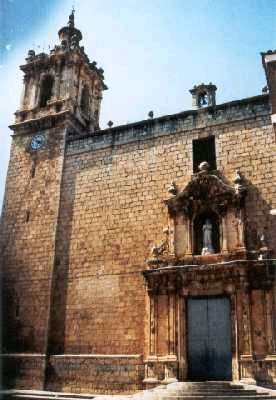
La chiesa parrocchiale

## Altri progetti

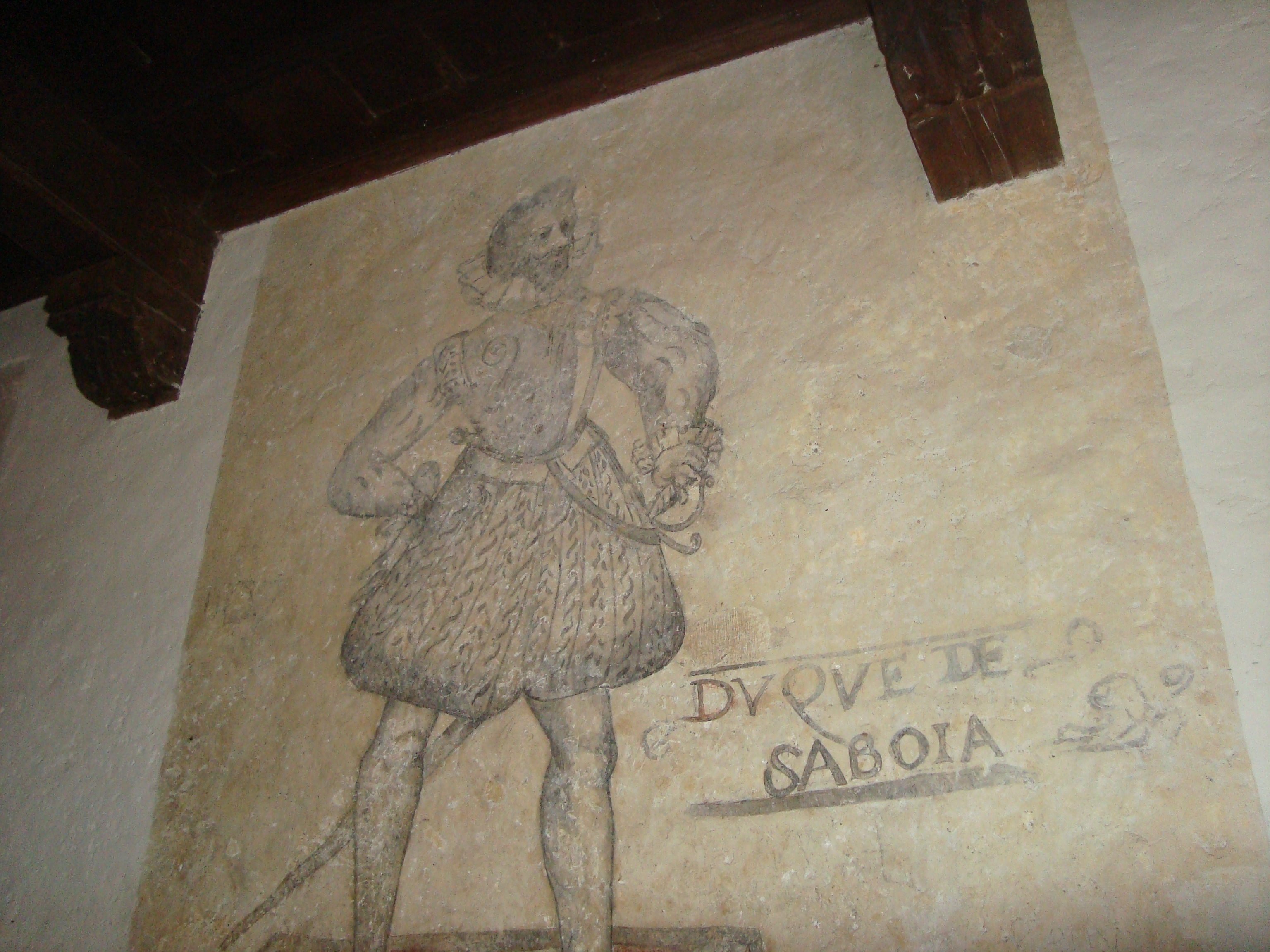
Duque de Saboya, pintura mural (Ermitorio de San Pablo, Albocàsser, Castellón)

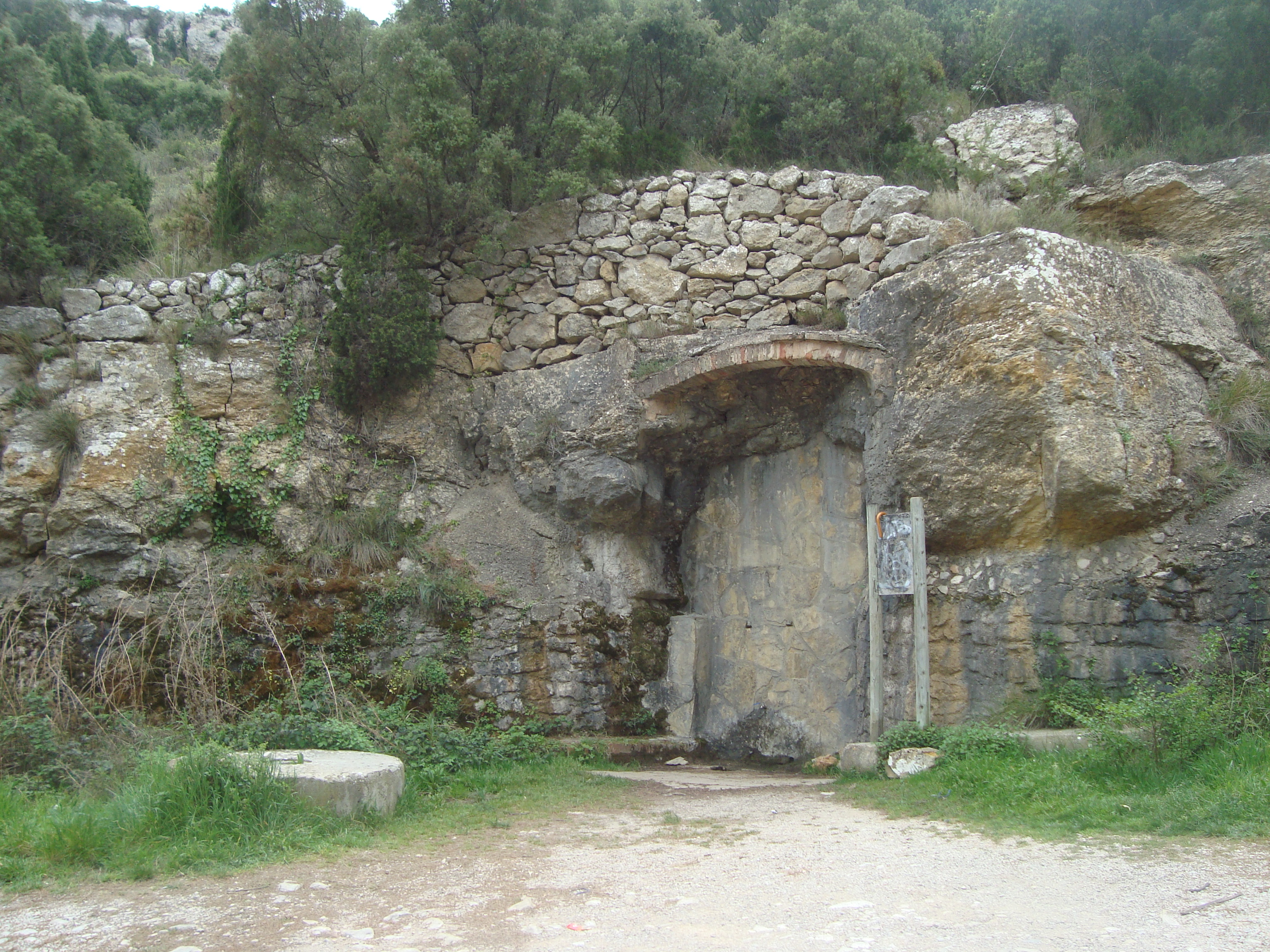
Paratge natural de la Font de Tosca (Albocàsser)

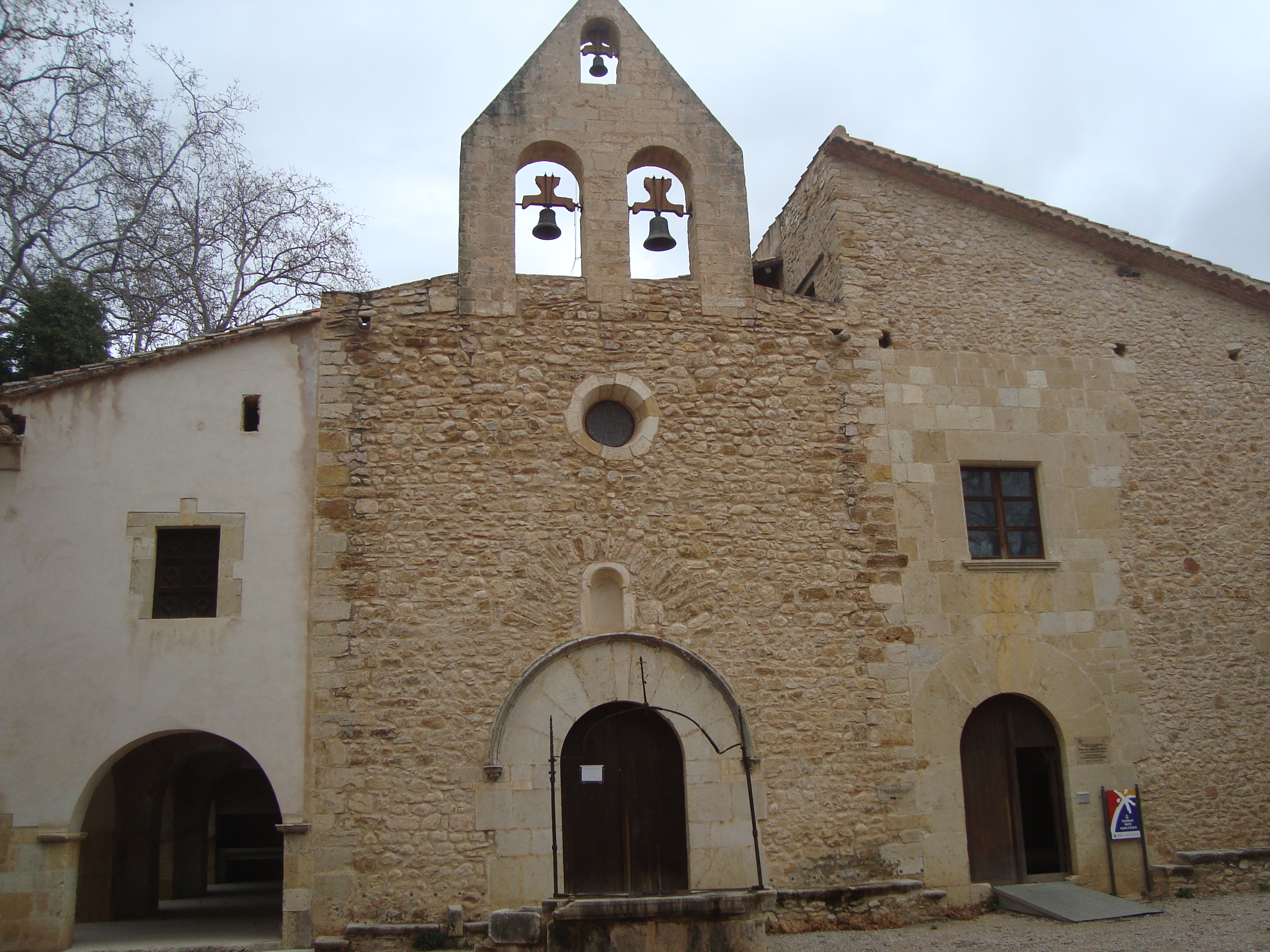
Ermitori de Sant Pau (Albocásser, Castelló)